# Ivo Lentić
Ivo Lentić (Milna, Brač, 1927. – Zagreb, 2008.) bio je hrvatski povjesničar umjetnosti, specijalist za povijest sakralnog zlatarstva. Poznavatelj je i crkvenog metalnog posuđa. Suprug je hrvatske znanstvenice, njegove kolegice, Ivy Lentić Kugli.
Rođen je u Milni na Braču 1927. a umro je u Zagrebu godine 2008. godine. 
Diplomirao je 1964. godine na Filozofskom fakultetu u Zagrebu. Iste godine zaposlio se u Varaždinu u Zavodu za zaštitu spomenika kulture u Varaždinu. Listopada 1966. godine položio je stručni ispit za zvanje konzervator. Od 1967. godine radio je u Povijesnom muzeju Hrvatske. Nakon kraćeg izbivanja opet radi u konzervatstvu. Od kolovoza 1973. Ivo Lentić radio je kao stručni referent za pokretne spomenike kulture u Regionalnom zavodu za zaštitu spomenika kulture u Zagrebu. Ondje je ostao raditi do mirovine. Umirovio se srpnja 2001. godine. Kao konzervator iznimno je pridonio inventarizaciji pokretne sakralne baštine.Također je otvoreno upozoravao i na   nestručnu i neprimjerenu restauraciju metalnog sakralnog inventara.
Magistrirao je 1970. u Zagrebu na temi Arhitektura pavlinskih sakralnih objekata u doba baroka u Hrvatskoj. 1980. je u Zagrebu doktorirao na temi Dubrovački zlatari 17. i 18. stoljeća.
Radio je u Institutu za povijest umjetnosti. Surađivao je na znanstvenom projektu Barok, klasicizam, historicizam
u sakralnoj umjetnosti kontinentalne Hrvatske.

## Djela
(izbor)
- Crkveno posuđe u međimurskim crkvama
- Varaždinski zlatari i pojasari, Zagreb 1981.
- Dubrovački zlatari od 1600. do 1900. godine, Zagreb 1984.
- Dubrovački zlatari 17. i 18. stoljeća, 1980. (suautori Milan Prelog, Radovan Ivančević, Cvito Fisković)
- Zlatarstvo baroka i rokokoa u Hrvatskoj

## Vanjske poveznice
- Dr. Ivo LENTIĆ: Crkveno posuđe župa Remetinec, Oštrice, Mađarevo i Novi Marof. Str. 101-113. Sažetak  Arhivirana inačica izvorne stranice od 26. lipnja 2007. (Wayback Machine)
- Mirjana Repanić-Braun: Za Ivu Lentića Ivo Lentić (1929.-2008.)
- Bibliografija Ive Lentića Rad. Inst. povij. umjet. 32/2008. (11–16)
- Tomislav Petrinec: In memoriam Ivo Lentić Rad. Inst. povij. umjet. 32/2008. (9–10)